# Glyptothorax stolickae
Glyptothorax stolickae es una especie de peces de la familia Sisoridae en el orden de los Siluriformes.

## Distribución geográfica
Se encuentra en la India y Pakistán.